# Guinea-bissauisch-kubanische Beziehungen
Die guinea-bissauisch-kubanischen Beziehungen umfassen das zwischenstaatliche Verhältnis zwischen Guinea-Bissau und Kuba. Sie unterhalten seit der einseitig erklärten Unabhängigkeit Guinea-Bissaus 1973 diplomatische Beziehungen.
Ihre Beziehungen werden vor allem von der kubanischen Unterstützung Guinea-Bissaus in seinem Unabhängigkeitskrieg gegen die Kolonialmacht Portugal (1963–1974) geprägt. Guinea-bissauische Medien wie die Zeitung Nô Pintcha benennen bis heute die kubanische Solidarität als entscheidende Hilfe für den Unabhängigkeitskampf Guinea-Bissaus, auch wenn im allgemeinen Bewusstsein in Guinea-Bissau die Rolle Kubas bei der Erlangung seiner Unabhängigkeit kaum präsent ist. Trotzdem Kuba bis heute Hilfe in Bildung und Gesundheit leistet, ist das Land in der alltäglichen Wahrnehmung der Guinea-Bissauer kaum präsent.
Auf politischer Ebene pflegen beide Staaten bis heute ein freundschaftliches Verhältnis, und kubanische Ärzte und Entwicklungshelfer wirken weiterhin im krisengeschüttelten Guinea-Bissau. Weitere Verbindungselemente sind die gemeinsame Mitgliedschaft in internationalen Organisationen wie der Lateinischen Union und den verschiedenen UN-Organisationen, wenngleich Guinea-Bissau durch seine anhaltenden innenpolitischen und wirtschaftlichen Krisen meist nur wenig außenpolitische Aktivität entwickeln kann.

## Geschichte

### Bis 1966

Historische Karte von Cacheu und dem heutigen Guinea-Bissau: auch von hier gingen Sklaven seit dem 16. Jh. in die spanische Plantagenkolonie Kuba.

Nachdem der portugiesische Seefahrer Nuno Tristão 1446 das Gebiet des heutigen Guinea-Bissaus erreichte und Diogo Gomes 1456 als erster Europäer in Porto Gole an Land ging, wurde das heutige Guinea-Bissau portugiesische Kolonie, während Kuba mit der Ankunft von Christoph Kolumbus 1492 spanische Kolonie wurde. Lange wurde das heutige Guinea-Bissau von den ebenfalls portugiesischen Kapverden aus verwaltet. Die kapverdische Hauptstadt Ribeira Grande wurde ein Zentrum des Sklavenhandels, und auch aus dem heutigen Guinea-Bissau wurden Sklaven zum Weiterverkauf dorthin gebracht, insbesondere aus Cacheu, einer 1588 an der Küste Guinea-Bissaus gegründeten Faktorei, die 1614 zu einer von Kap Verde aus direkt verwalteten Kolonie wurde. Ein Teil der von hier verschifften Sklaven kam auch nach Kuba, für die dortige Plantagenwirtschaft.
Kuba entledigte sich seit den 1880er Jahren zunächst der spanischen (Kubanischer Unabhängigkeitskrieg 1895 bis 1898) und dann der US-amerikanischen Herrschaft und Kontrolle (Spanisch-Amerikanischer Krieg 1898, Platt Amendment 1901, US-freundliche Diktaturen von Machado und Batista), bis es mit seiner bekannten Kubanischen Revolution 1959 zur vollen Unabhängigkeit fand, sich jedoch dann stark der Sowjetunion annäherte, um sich dauerhaft einer US-Invasion zu erwehren (1961 Invasion in der Schweinebucht, 1962 Kubakrise, 1965 Gründung der heutigen Kommunistischen Partei Kubas).
Insbesondere Amílcar Cabral, in Guinea-Bissau geborener Sohn kapverdischer Eltern, war die zentrale Figur der antikolonialen Unabhängigkeitsbewegung Guinea-Bissaus und Kap Verdes gegen das portugiesische Estado-Novo-Regime, das mit repressiver Härte reagierte. Der Widerstandskampf wurde im Wesentlichen von der 1956 gegründeten Unabhängigkeitsbewegung Partido Africano da Independência da Guiné e Cabo Verde (dt.: „Afrikanische Partei für die Unabhängigkeit von Guinea und Kap Verde“) geführt. 1963 nahm sie den bewaffneten Kampf gegen die Kolonialmacht Portugal auf.

### Ab 1966
Ab 1966 unterstützte Kuba den guinea-bissauischen Unabhängigkeitskampf direkt. Bis zum Engagement Kubas in Angola ab 1975 (siehe dazu Kubanischer Militäreinsatz in Angola) wurde dies das längste und erfolgreichste kubanische Engagement in Afrika.
Amílcar Cabrals antikoloniale Ideen ähnelten zu einem guten Teil denen von Fidel Castro, und sie freundeten sich an. Zudem hofften Guinea-Bissaus Unabhängigkeitskämpfer, auch von den Erfahrungen der kubanischen Guerillakämpfer lernen zu können. Cabral unterhielt enge Beziehungen zu Kuba, das zu einem wichtigen Unterstützer des guinea-bissauischen Unabhängigkeitskampfes wurde. So unterhielt Kuba im Nachbarland Guinea eine Militärbasis in Kandiafara, einem Ort in der Präfektur Boké nahe der Grenze zu Guinea-Bissau. Dort wurden Kämpfer der Guinea-bissauischen Revolutions-Volksarmee (Forças Armadas Revolucionárias do Povo, FARP) ausgebildet, medizinisch versorgt und teils auch mit Material und Uniformen ausgestattet. Und auch in einem PAIGC-Lager im Norden Guinea-Bissaus war ein kubanisches Militärquartier eingerichtet.
Anders als in Angola und Mosambik konnte die Unabhängigkeitsbewegung in Guinea-Bissau, dank Hilfe von mehreren Seiten inklusive Kuba, hier ihren Krieg militärisch eindeutig gewinnen, und das Land erklärte am 24. September 1973 seine Unabhängigkeit, die Portugal nach seiner tiefgreifenden Nelkenrevolution 1974 dann am 10. September anerkannte.

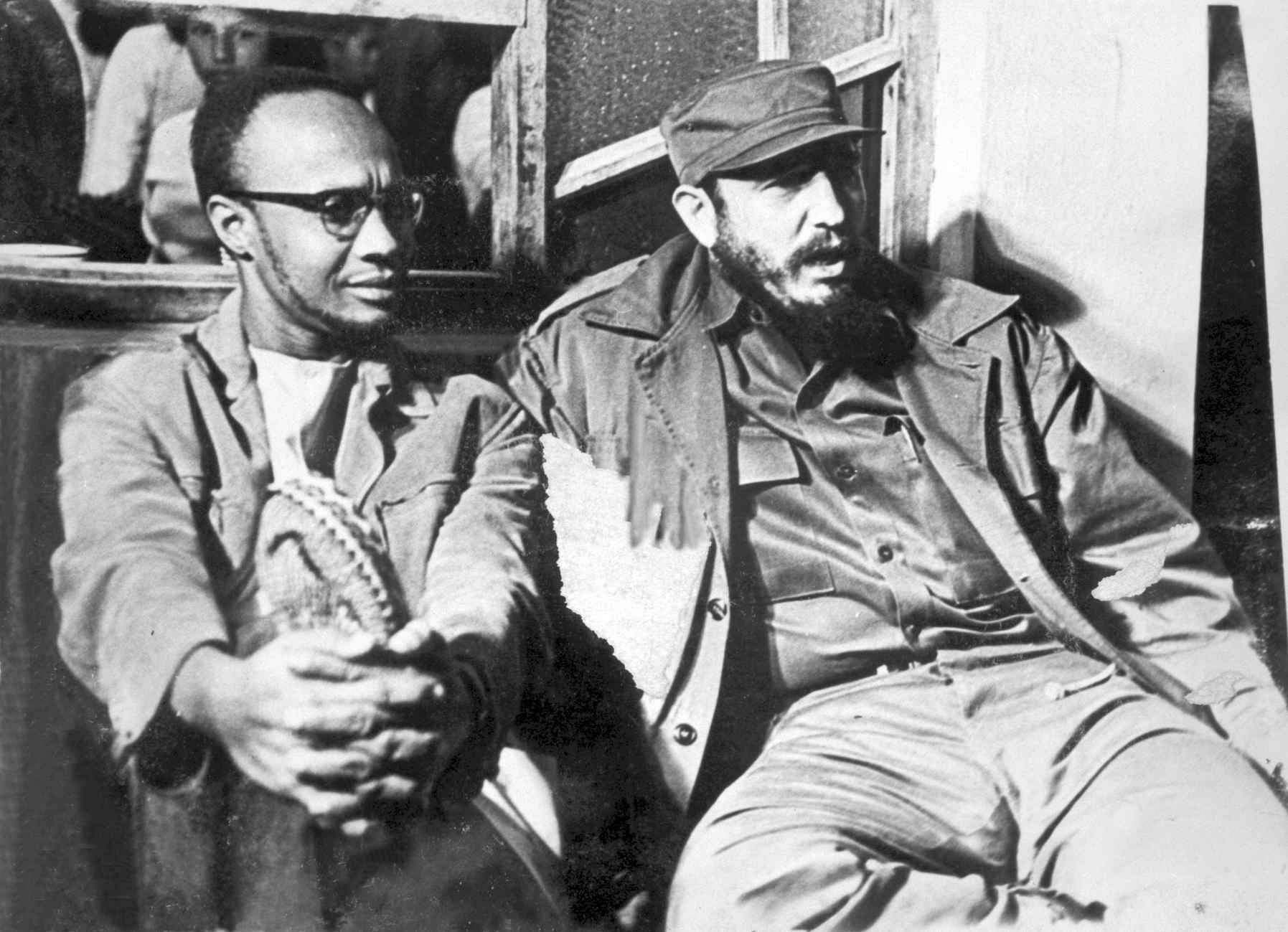
Amílcar Cabral mit Fidel Castro, Januar 1966.

Zuvor war Amílcar Cabral im Januar 1973 in seinem Exil in der guineischen Hauptstadt Conakry ermordet worden. Beschuldigte man zunächst die brutale portugiesische Geheimpolizei PIDE als Urheber im Hintergrund, so gilt heute als sicher, dass Cabral einem internen Putsch guinea-bissauischer Militärs innerhalb der PAIGC zum Opfer fiel. Der Putsch sollte die Vorherrschaft der Kapverdier innerhalb der PAIGC beenden und war dabei auch Ausdruck einer tiefen Unzufriedenheit mit der Dominanz der kapverdischen Elite in Verwaltung, Militär und Wirtschaft in Guinea-Bissau (siehe dazu auch Guinea-bissauisch-kapverdische Beziehungen).
Damit war die wichtigste Figur der guinea-bissauisch-kubanischen Beziehungen tot. Dennoch hielt Kuba seine Unterstützung Guinea-Bissaus aufrecht und ihre Beziehungen blieben gut. So nahmen beide Länder schon kurz nach der einseitig erklärten, international noch kaum anerkannten Unabhängigkeit Guinea-Bissaus im Herbst 1973 offizielle diplomatische Beziehungen auf, und Kuba bildet seither vor allem medizinisches Personal an seinen Hochschulen aus.
Der kubanische Vizepräsident Salvador Valdés Mesa besuchte im November 2023 Guinea-Bissau, um an den Feierlichkeiten zum 50. Unabhängigkeitstag des Landes teilzunehmen. Bei seinem zweitägigen Staatsbesuch in Guinea-Bissau, das von der kubanischen Regierung bis heute als Bruderland bezeichnet wird, wurde er vom stellvertretenden Premierminister Guinea-Bissaus und Staatsminister der Präsidentschaft, Soares Sambú, am Flughafen Bissau empfangen. Er traf danach auch Vertreter der kubanischen Gemeinde in Guinea-Bissau, die aus Entwicklungshelfern, Botschaftsangehörigen und anderen hier lebenden Kubanern besteht. Thema bei den Gesprächen mit guinea-bissauischen Politikern war insbesondere die anhaltende Entwicklungszusammenarbeit Kubas in den Bereichen Gesundheit und Bildung, im Rahmen derer auch regelmäßig guinea-bissauischer Nachwuchs nach Kuba zu Ausbildung und Studium kommt. Dabei wurde auch die kubanische Bereitschaft zur Intensivierung dieser Zusammenarbeit erklärt, etwa beim Zusammentreffen Mesas mit dem guinea-bissauischen Parlamentspräsidenten Domingos Simões Pereira, bei der Mesa die Bereiche Bildung und Medizin als wichtigste gemeinsame Kooperationsbereiche nannte und auf die fast 800 guinea-bissauischen Absolventen kubanischer Medizinfakultäten verwies.
Als Anerkennung der historischen kubanischen Unterstützung des guinea-bissauischen Unabhängigkeitskampfes waren einige kubanische Vertreter zu den Feierlichkeiten zum 50. Jahrestag der Unabhängigkeit Guinea-Bissaus geladen. In dem Rahmen verlieh der guinea-bissauische Staatspräsident Umaro Sissoco Embaló den höchsten Orden des Landes, den Ordem Nacional Colinas do Boé, an den früheren kubanischen Militärkommandanten Víctor Dreke Cruz und an den kubanischen Botschafter Oscar Oramas Olivas.

## Diplomatie
Guinea-Bissau unterhält eine eigene Botschaft in der kubanischen Hauptstadt Havanna, in der 5ta. Ave. No. 8203, e / 82 y 84 im Diplomatenviertel Miramar.
Kuba führt seinerseits eine eigene Botschaft in der guinea-bissauischen Hauptstadt Bissau, in der Rua Joaquin N. Conde No.1.
Gegenseitige Konsulate darüber hinaus haben die beiden Staaten bislang nicht eingerichtet (Stand August 2024).

## Kultur
Der bedeutendste guinea-bissauische Filmschaffende, der Regisseur Flora Gomes (* 1949 in Cadique), ging 1972 nach Kuba, um dort Film am Instituto Cubano del Arte e Industria Cinematográficos (ICAIC) unter der Anleitung des bekannten Regisseurs Santiago Álvarez zu studieren.